# Beijing Qiche Nanzi Paiqiu Julebu 2015-2016
Questa voce raccoglie le informazioni riguardanti il Beijing Qiche Nanzi Paiqiu Julebu nelle competizioni ufficiali della stagione 2015-2016.

## Organigramma societario
Area direttiva
- Presidente: Yuan Tian

Area tecnica
- Allenatore: Li Mu
- Secondo allenatore: Liu Xudong
- Assistente allenatore: Wang Hongbin

Area sanitaria
- Medico: Hu Song

## Rosa
| N° | Nome            | Ruolo | Data di nascita   | Nazionalità sportiva |
| -- | --------------- | ----- | ----------------- | -------------------- |
| 1  | Wang Jingxing   | C     | 1º dicembre 1979  | Cina                 |
| 2  | He Jingzhao     | C     | 5 luglio 1991     | Cina                 |
| 3  | Hu Xizhao       | C     | 25 febbraio 1993  | Cina                 |
| 4  | Zhao Yi         | P     | 18 giugno 1988    | Cina                 |
| 5  | Zhang Binglong  | S     | 11 settembre 1994 | Cina                 |
| 6  | Thomas Edgar    | O     | 21 giugno 1989    | Australia            |
| 7  | Leonel Marshall | S     | 25 settembre 1979 | Cuba                 |
| 8  | Kang Kang       | P     | 21 novembre 1983  | Cina                 |
| 9  | Yang Fan        | C     | 22 agosto 1987    | Cina                 |
| 10 | Zhang Xiurui    | C     | 6 maggio 1992     | Cina                 |
| 11 | Jiang Chuan     | O     | 9 agosto 1994     | Cina                 |
| 12 | Wang Chen       | O     | 16 novembre 1987  | Cina                 |
| 13 | Liang Chunglong | C     | 1º marzo 1988     | Cina                 |
| 14 | Sun Yubo        | P     | 3 marzo 1990      | Cina                 |
| 15 | Chu Hui         | L     | 11 febbraio 1981  | Cina                 |
| 16 | Shan Qingtao    | S     | 16 gennaio 1986   | Cina                 |
| 17 | Liu Libin       | S     | 16 febbraio 1995  | Cina                 |
| 18 | Zhang Zhendong  | L     | 17 settembre 1993 | Cina                 |
| 19 | Chen Yang       | C     | 3 giugno 1987     | Cina                 |
| 20 | Yin Jie         | S     | 7 giugno 1996     | Cina                 |

## Mercato
| Acquisti | Acquisti        | Acquisti     | Acquisti   |
| R.       | Nome            | da           | Modalità   |
| -------- | --------------- | ------------ | ---------- |
| C        | Wang Jingxing   | inattivo     | definitivo |
| O        | Thomas Edgar    | LIG Greaters | definitivo |
| S        | Leonel Marshall | Arkas        | definitivo |
| O        | Wang Chen       | Milano       | definitivo |
| C        | Liang Chunglong | Liaoning     | definitivo |

| Cessioni | Cessioni            | Cessioni     | Cessioni   |
| R.       | Nome                | a            | Modalità   |
| -------- | ------------------- | ------------ | ---------- |
| S        | Nemanja Jakovljević | Stella Rossa | definitivo |
| L        | Liu Yi              | ?            | ?          |
| S        | Armin Mustedanović  | Konak        | definitivo |
| O        | William Price       | İstanbul BB  | definitivo |

## Risultati

### Volleyball League A

#### Regular season

##### Prima fase
| 1ª giornata - 15 novembre 2015 Fushun City College Gymnasium, Fushun        | Liaoning  | 0 - 3 | Beijing   | 16-25, 18-25, 20-25               |
| 2ª giornata - 19 novembre 2015 Glory Stadium, Pechino                       | Beijing   | 3 - 0 | Liaoning  | 25-20, 25-16, 25-17               |
| 3ª giornata - 22 novembre 2015 Glory Stadium, Pechino                       | Beijing   | 3 - 0 | Guangdong | 25-15, 25-14, 25-19               |
| 4ª giornata - 26 novembre 2015 University Students Gymnasium, Pechino       | Bayi      | 0 - 3 | Beijing   | 23-25, 19-25, 22-25               |
| 5ª giornata - 29 novembre 2015 Glory Stadium, Pechino                       | Beijing   | 3 - 0 | Henan     | 25-19, 25-15, 25-18               |
| 6ª giornata - 3 dicembre 2015 Zibo City Sports Center Arena, Zibo           | Shandong  | 1 - 3 | Beijing   | 25-20, 16-25, 17-25, 20-25        |
| 7ª giornata - 6 dicembre 2015 Glory Stadium, Pechino                        | Beijing   | 3 - 0 | Shandong  | 27-25, 25-17, 25-21               |
| 8ª giornata - 10 dicembre 2015 Taishan Xinning Stadium, Taishan             | Guangdong | 0 - 3 | Beijing   | 22-25, 14-25, 7-25                |
| 9ª giornata - 13 dicembre 2015 Glory Stadium, Pechino                       | Beijing   | 3 - 2 | Bayi      | 25-18, 25-23, 19-25, 23-25, 15-13 |
| 10ª giornata - 17 dicembre 2015 Nanyang City Sports Center Stadium, Nanyang | Henan     | 1 - 3 | Beijing   | 25-22, 17-25, 17-25, 19-25        |

##### Seconda fase
| 11ª giornata - 24 dicembre 2015 University of Technology Gymnasium, Nanchino | Jiangsu  | 0 - 3 | Beijing  | 20-25, 23-25, 16-25        |
| 12ª giornata - 27 dicembre 2015 Fujian Normal University Gymnasium, Fuzhou   | Fujian   | 1 - 3 | Beijing  | 18-25, 25-20, 24-26, 10-25 |
| 13ª giornata - 31 dicembre 2015 Glory Stadium, Pechino                       | Beijing  | 3 - 0 | Jiangsu  | 25-20, 25-19, 25-23        |
| 14ª giornata - 3 gennaio 2016 Glory Stadium, Pechino                         | Beijing  | 3 - 0 | Fujian   | 25-19, 25-14, 25-17        |
| 15ª giornata - 7 gennaio 2016 Shuangliu County Sports Center, Chengdu        | Sichuan  | 1 - 3 | Beijing  | 21-25, 19-25, 25-22, 21-25 |
| 16ª giornata - 10 gennaio 2016 Luwan Gymnasium, Shanghai                     | Shanghai | 1 - 3 | Beijing  | 25-12, 20-25, 20-25, 16-25 |
| 17ª giornata - 14 gennaio 2016 Glory Stadium, Pechino                        | Beijing  | 1 - 3 | Sichuan  | 21-25, 23-25, 27-25, 23-25 |
| 18ª giornata - 17 gennaio 2016 Glory Stadium, Pechino                        | Beijing  | 3 - 0 | Shanghai | 25-19, 25-16, 25-21        |

#### Play-off scudetto

##### Semifinale
| Gara 1 - 21 gennaio 2016 Shuangliu County Sports Center, Chengdu | Sichuan | 1 - 3 | Beijing | 25-19, 14-25, 12-25, 19-25 |
| Gara 2 - 24 gennaio 2016 Shuangliu County Sports Center, Chengdu | Sichuan | 1 - 3 | Beijing | 25-21, 22-25, 21-25, 22-25 |
| Gara 3 - 28 gennaio 2016 Glory Stadium, Pechino                  | Beijing | 3 - 1 | Sichuan | 25-16, 25-16, 26-28, 25-22 |

##### Finale
| Gara 1 - 16 febbraio 2015 Luwan Gymnasium, Shanghai | Shanghai | 3 - 1 | Beijing  | 25-20, 25-14, 18-25, 27-25 |
| Gara 2 - 20 febbraio 2015 Luwan Gymnasium, Shanghai | Shanghai | 3 - 1 | Beijing  | 20-25, 25-17, 25-20, 25-22 |
| Gara 3 - 27 febbraio 2015 Glory Stadium, Pechino    | Beijing  | 0 - 3 | Shanghai | 18-25, 25-27, 19-25        |

### Campionato asiatico per club

#### Prima fase
| 13 agosto 2015 Taipei Gymnasium, Taipei | Beijing | 3 - 0 | Sohar     | 25-18, 25-17, 25-19        |
| 14 agosto 2015 Taipei Gymnasium, Taipei | Beijing | 3 - 1 | Ninh Bình | 25-18, 25-13, 25-27, 25-16 |
| 15 agosto 2015 Taipei Gymnasium, Taipei | Beijing | 1 - 3 | Pavlodar  | 25-23, 25-27, 17-25, 21-25 |

#### Seconda fase
| 16 agosto 2015 University of Taipei Gymnasium, Taipei | Paykan | 1 - 3 | Beijing | 22-25, 26-28, 25-20, 23-25 |
| 17 agosto 2015 University of Taipei Gymnasium, Taipei | Sangmu | 1 - 3 | Beijing | 18-25, 25-21, 15-25, 24-26 |

#### Fase ad eliminazione diretta
| Quarti di finale - 19 agosto 2015 University of Taipei Gymnasium, Taipei         | Al-Arabi     | 3 - 0 | Beijing | 25-18, 25-17, 25-22        |
| Semifinale 5º e 7º posto - 20 agosto 2015 University of Taipei Gymnasium, Taipei | Migrasiya VB | 0 - 3 | Beijing | 19-25, 23-25, 19-25        |
| Finale 5º posto - 21 agosto 2015 University of Taipei Gymnasium, Taipei          | Sangmu       | 1 - 3 | Beijing | 17–25, 23–25, 25–14, 19–25 |

## Statistiche

### Statistiche di squadra
| Competizione                 | Punti | In casa | In casa | In casa | In trasferta | In trasferta | In trasferta | Totale | Totale | Totale |
| Competizione                 | Punti | G       | V       | P       | G            | V            | P            | G      | V      | P      |
| ---------------------------- | ----- | ------- | ------- | ------- | ------------ | ------------ | ------------ | ------ | ------ | ------ |
| Volleyball League A          | 38    | 11      | 9       | 2       | 13           | 11           | 2            | 24     | 20     | 4      |
| Campionato asiatico per club | -     | 0       | 0       | 0       | 0            | 0            | 0            | 8      | 6      | 2      |
| Totale                       | -     | 11      | 9       | 2       | 13           | 11           | 2            | 32     | 26     | 6      |

G = partite giocate; V = partite vinte; P = partite perse

### Statistiche dei giocatori
| Giocatore   | Volleyball League A | Volleyball League A | Volleyball League A | Volleyball League A | Volleyball League A | Campionato asiatico per club | Campionato asiatico per club | Campionato asiatico per club | Campionato asiatico per club | Campionato asiatico per club | Totale | Totale | Totale | Totale | Totale |
| Giocatore   | P                   | PT                  | AV                  | MV                  | BV                  | P                            | PT                           | AV                           | MV                           | BV                           | P      | PT     | AV     | MV     | BV     |
| ----------- | ------------------- | ------------------- | ------------------- | ------------------- | ------------------- | ---------------------------- | ---------------------------- | ---------------------------- | ---------------------------- | ---------------------------- | ------ | ------ | ------ | ------ | ------ |
| Chen Y.     | ?                   | ?                   | ?                   | ?                   | ?                   | -                            | -                            | -                            | -                            | -                            | ?      | ?      | ?      | ?      | ?      |
| Chu H.      | ?                   | ?                   | ?                   | ?                   | ?                   | 8                            | 0                            | 0                            | 0                            | 0                            | ?      | ?      | ?      | ?      | ?      |
| T. Edgar    | ?                   | 483                 | 443                 | 14                  | 26                  | -                            | -                            | -                            | -                            | -                            | ?      | 483    | 443    | 14     | 26     |
| He J.       | ?                   | ?                   | ?                   | ?                   | ?                   | 8                            | 37                           | ?                            | ?                            | ?                            | ?      | ?      | ?      | ?      | ?      |
| Hu X.       | ?                   | ?                   | ?                   | ?                   | ?                   | 8                            | 52                           | ?                            | ?                            | ?                            | ?      | ?      | ?      | ?      | ?      |
| Jiang C.    | ?                   | ?                   | ?                   | ?                   | ?                   | 8                            | 75                           | ?                            | ?                            | ?                            | ?      | ?      | ?      | ?      | ?      |
| Kang K.     | ?                   | ?                   | ?                   | ?                   | 28                  | 8                            | 17                           | ?                            | ?                            | ?                            | ?      | ?      | ?      | ?      | 28     |
| Liang C.    | ?                   | ?                   | ?                   | 28                  | 25                  | -                            | -                            | -                            | -                            | -                            | ?      | ?      | ?      | 28     | 25     |
| Liu L.      | ?                   | ?                   | ?                   | ?                   | ?                   | -                            | -                            | -                            | -                            | -                            | ?      | ?      | ?      | ?      | ?      |
| L. Marshall | ?                   | 313                 | 260                 | 23                  | 30                  | -                            | -                            | -                            | -                            | -                            | ?      | 313    | 260    | 23     | 30     |
| Shan Q.     | ?                   | ?                   | ?                   | ?                   | ?                   | 8                            | 70                           | ?                            | ?                            | ?                            | ?      | ?      | ?      | ?      | ?      |
| Sun Y.      | ?                   | ?                   | ?                   | ?                   | ?                   | -                            | -                            | -                            | -                            | -                            | ?      | ?      | ?      | ?      | ?      |
| Wang C.     | ?                   | ?                   | ?                   | ?                   | ?                   | 6                            | 98                           | ?                            | ?                            | ?                            | ?      | ?      | ?      | ?      | ?      |
| Wang J.     | ?                   | ?                   | ?                   | ?                   | ?                   | 1                            | 0                            | 0                            | 0                            | 0                            | ?      | ?      | ?      | ?      | ?      |
| Yang F.     | ?                   | ?                   | ?                   | ?                   | ?                   | 8                            | 32                           | ?                            | ?                            | ?                            | ?      | ?      | ?      | ?      | ?      |
| Yin J.      | ?                   | ?                   | ?                   | ?                   | ?                   | 8                            | 7                            | ?                            | ?                            | ?                            | ?      | ?      | ?      | ?      | ?      |
| Zhang B.    | ?                   | ?                   | ?                   | ?                   | ?                   | 8                            | 80                           | ?                            | ?                            | ?                            | ?      | ?      | ?      | ?      | ?      |
| Zhang X.    | ?                   | ?                   | ?                   | ?                   | ?                   | -                            | -                            | -                            | -                            | -                            | ?      | ?      | ?      | ?      | ?      |
| Zhang Z.    | ?                   | ?                   | ?                   | ?                   | ?                   | -                            | -                            | -                            | -                            | -                            | ?      | ?      | ?      | ?      | ?      |
| Zhao Y.     | ?                   | ?                   | ?                   | ?                   | ?                   | 4                            | 4                            | ?                            | ?                            | ?                            | ?      | ?      | ?      | ?      | ?      |

P = presenze; PT = punti totali; AV = attacchi vincenti; MV = muri vincenti; BV = battute vincenti